# ハードスパン
ハードスパン (Hard Spun) はアメリカ合衆国の競走馬、種牡馬である。おもな勝ち鞍は2007年キングスビショップステークス。主戦騎手はマリオ・ピノ。

## 略歴
2006年10月にデラウェアパーク競馬場の未勝利戦でデビューし、8+3⁄4馬身の圧勝でデビュー戦を飾る。するとそのまま年明けのG3ルコントステークスまで4連勝する。その後、一般競走のサウスウェストステークスで初黒星を喫するも、G2のレーンズエンドステークスを勝利し、クラシック路線の有力馬としてみられるようになる。しかし肝心のクラシック戦線では、ケンタッキーダービー2着、プリークネスステークス3着、ベルモントステークス4着と常に上位には入ったものの、一度も勝利することはできなかった
ベルモントステークスの後は、ハスケル招待ハンデキャップに出走するも、エニーギヴンサタデーに交わされ、カーリンとの2着争いを制するに留まる。そこで距離を短縮したキングスビショップステークスに出走し、初めてG1を制覇し、さらに次走のG2ケンタッキーカップクラシックステークスではストリートセンスを破っている。
続いてブリーダーズカップ・クラシック出走。不良馬場となった当日のレースでは、それを利用して果敢に逃げ粘るも、最後にカーリンにかわされて2着に敗れた。
2008年よりアメリカ合衆国ケンタッキー州のジョナベルファームで種牡馬として供用される。初年度の種付け料は50000ドル。初年度産駒から20頭以上のステークス勝ち馬が現れ、北米セカンドクロップランキング1位、ファーストクロップおよびサードクロップランキングで各2位になるなど、多くの活躍馬を送り出している。2011年は北米新種牡馬リーディング2位。2014年は日本のダーレージャパンスタリオンコンプレックスで種付け料400万円で供用されたが、この年限りでジョナベルファームに復帰する。2021年に自己最高の北米リーディング7位を記録。Hard Not to LikeとHardest Coreが芝で活躍しており、オーストラリアで2頭、南アフリカで1頭の芝GI馬を輩出し、芝適性も示している（2023年末時点）。

## 成績詳細
- 2006年（3戦3勝）
- 2007年（10戦4勝）
  - (G1) キングスビショップステークス
  - (G2) レーンズエンドステークス
  - (G2) ケンタッキーカップクラシックステークス
  - (G3) ルコントステークス
  - 2着 -  (G1) ケンタッキーダービー
  - 2着 -  (G1) ハスケル招待ハンデキャップ
  - 2着 -  (G1) ブリーダーズカップ・クラシック
  - 3着 -  (G1) プリークネスステークス

## 主な産駒
- 2009年産
  - ハードノットトゥライク / Hard Not to Like - ジェニーワイリーステークス、ゲイムリーステークス、ダイアナステークス
  - クエスティング / Questing - コーチングクラブアメリカンオークス、アラバマステークス
- 2010年産
  - ハードエーシズ / Hard Aces - ゴールドカップアットサンタアニタステークス
  - ハーデストコア / Hardest Core - アーリントンミリオン
  - ゾーインプレッシヴ / Zo Impressive - マザーグースステークス
  - サマリーズ - 全日本2歳優駿
- 2011年産
  - エルティジャール / Ertijaal - ケープダービー
  - スムースローラー / Smooth Roller - オーサムアゲインステークス
  - ウィキッドストロング / Wicked Strong - ウッドメモリアルステークス
- 2012年産
  - ルロマン / Le Romain - ランドウィックギニーズ、カンタラステークス、カンタベリーステークス
- 2013年産
  - ガッティング / Gatting - マカイビーディーヴァステークス
- 2015年産
  - メイケイダイハード - 中京記念
- 2016年産
  - ハードノットトゥラブ / Hard Not to Love - ラブレアステークス
  - アウトフォーアスピン / Out for a Spin - アッシュランドステークス
  - スパントゥラン / Spun to Run - ブリーダーズカップ・ダートマイル
- 2017年産
  - シルバーステート / Silver State - メトロポリタンハンデキャップ
  - アロハウエスト / Aloha West - ブリーダーズカップ・スプリント
  - マイネルアストリア - 赤松杯、あすなろ賞
- 2020年産
  - トゥーフィルズ / Two Phil's - オハイオダービー、ジェフルビーステークス、ストリートセンスステークス、ケンタッキーダービー2着

### ブルードメアサイアーとしての主な産駒
- 2015年産
  - グッドマジック / Good Magic - ブリーダーズカップ・ジュヴェナイル、ハスケルインビテーショナルステークス（父Curlin、母Glinda the Good）
  - ダノンスマッシュ - 京阪杯、シルクロードステークス、キーンランドカップ、オーシャンステークス、京王杯スプリングカップ、セントウルステークス、香港スプリント、高松宮記念（父ロードカナロア、母スピニングワイルドキャット）
- 2018年産
  - アルコールフリー / Alcohol Free - チェヴァリーパークステークス、コロネーションステークス、サセックスステークス、ジュライカップ（父No Nay Never、母Plying）
- 2021年産
  - エレノーラ - 留守杯日高賞（父タリスマニック、母タフラヴ）
- 2022年産
  - デザートフラワー / Desert Flower - フィリーズマイル、1000ギニーステークス（父Night Of Thunder、母Promising Run）

## 血統表
| ハードスパンの血統         | ハードスパンの血統                                    | ハードスパンの血統                                    | （血統表の出典）                                      | （血統表の出典） |
| 父系                       | ダンジグ系                                            | ダンジグ系                                            | ダンジグ系                                            | [ § 2 ]          |
| 父 Danzig 1977 鹿毛        | 父の父Northern Dancer 1961 鹿毛                       | Nearctic                                              | Nearco                                                | Nearco           |
| 父 Danzig 1977 鹿毛        | 父の父Northern Dancer 1961 鹿毛                       | Nearctic                                              | Lady Angela                                           |                  |
| 父 Danzig 1977 鹿毛        | 父の父Northern Dancer 1961 鹿毛                       | Natalma                                               | Native Dancer                                         | Native Dancer    |
| 父 Danzig 1977 鹿毛        | 父の父Northern Dancer 1961 鹿毛                       | Natalma                                               | Almahmoud                                             |                  |
| 父 Danzig 1977 鹿毛        | 父の母Pas de Nom 1968 黒鹿毛                          | Admiral's Voyage                                      | Crafty Admiral                                        | Crafty Admiral   |
| 父 Danzig 1977 鹿毛        | 父の母Pas de Nom 1968 黒鹿毛                          | Admiral's Voyage                                      | Olympia Lou                                           |                  |
| 父 Danzig 1977 鹿毛        | 父の母Pas de Nom 1968 黒鹿毛                          | Petitioner                                            | Petition                                              | Petition         |
| 父 Danzig 1977 鹿毛        | 父の母Pas de Nom 1968 黒鹿毛                          | Petitioner                                            | Steady Aim                                            |                  |
| 母 Turkish Tryst 1991 栗毛 | 母の父Turkoman 1982 黒鹿毛                            | Alydar                                                | Raise a Native                                        | Raise a Native   |
| 母 Turkish Tryst 1991 栗毛 | 母の父Turkoman 1982 黒鹿毛                            | Alydar                                                | Sweet Tooth                                           |                  |
| 母 Turkish Tryst 1991 栗毛 | 母の父Turkoman 1982 黒鹿毛                            | Taba                                                  | Table Play                                            | Table Play       |
| 母 Turkish Tryst 1991 栗毛 | 母の父Turkoman 1982 黒鹿毛                            | Taba                                                  | Filipina                                              |                  |
| 母 Turkish Tryst 1991 栗毛 | 母の母Darbyvail 1974 栗毛                             | Roberto                                               | Hail to Reason                                        | Hail to Reason   |
| 母 Turkish Tryst 1991 栗毛 | 母の母Darbyvail 1974 栗毛                             | Roberto                                               | Bramalea                                              |                  |
| 母 Turkish Tryst 1991 栗毛 | 母の母Darbyvail 1974 栗毛                             | Luiana                                                | My Babu                                               | My Babu          |
| 母 Turkish Tryst 1991 栗毛 | 母の母Darbyvail 1974 栗毛                             | Luiana                                                | Banquet Bell                                          |                  |
| 母系(F-No.)                | 16号族(FN:16-h)                                       | 16号族(FN:16-h)                                       | 16号族(FN:16-h)                                       | [ § 3 ]          |
| 5代内の近親交配            | Native Dancer S4×M5 = 9.38%, Polynesian S5×M5 = 6.25% | Native Dancer S4×M5 = 9.38%, Polynesian S5×M5 = 6.25% | Native Dancer S4×M5 = 9.38%, Polynesian S5×M5 = 6.25% | [ § 4 ]          |
| 出典                       | 1. 2. 3. 4.                                           | 1. 2. 3. 4.                                           | 1. 2. 3. 4.                                           | 1. 2. 3. 4.      |